# Писемності в СРСР
Писемності в СРСР — список, в якому представлено системи письма народів, які перебували в СРСР.

## Історична довідка

### Передісторія
У складі Радянського Союзу перебувала низка народів, що мали давню писемну традицію, водночас більшість народів, що опинилися в СРСР, здобули писемність лише в кінці XVIII — на початку XIX століття. Писемності багатьох народів російської півночі та деяких інших регіонів були розроблені в період існування СРСР.
Старописьменна традиція була в українців, білорусів та росіян (кирилиця), балтійських народів (латиниця), грузинів та вірмен (національні абетки). Мусульманські народи Поволжя, Кавказу, Середньої Азії обмежено користувалися арабським письмом.
З кінця XVIII століття з метою християнізації язичників та мусульман починається переклад релігійних книг мовами народів Росії. У всіх цих книгах використовувався кириличний шрифт. З середини XIX століття починається дуже обмежене видання букварів для неслов'янських народів Росії також виключно з використанням кириличного шрифту.
До початку XX століття відносяться перші спроби стандартизації національних орфографії та алфавітів. Як правило, рішення про стандартизацію приймалися на вчительських з'їздах, але часто ці рішення не виконувалися, оскільки найбільша друкарня національних книг в Казані продовжувала користуватися своїми шрифтами та власними правилами.

### Реформи писемностей за часів СРСР
У СРСР мовне питання мало важливе політичне значення, оскільки до складу цієї держави входило більше 120 різних народів. Водночас чіткої законодавчої бази щодо мов у СРСР не було. Російська мова не мала статусу офіційної до 1990 року, хоча фактично весь час виконувала цю функцію. Декларувався вільний розвиток всіх мов народів, що опинилися в СРСР, проте насправді мови не мали однакових прав.
Реформи писемностей різних мов відбувалися у відповідності з «генеральною лінієї» панівної комуністичної партії. Так після громадянської вийни, коли радянська влада була ще досить слабкою на «околицях імперії», було проголошено політику коренізації, тобто розвитку місцевих мов та культур.
Та вже 1923 року почалася кампанія латинізації мов народів СРСР. Першими на латинізований алфавіт перейшли інгуші, а слідом за ними чимало інших народів СРСР. Кирилична писемність збереглася тільки у слов'янських народів, а також у чувашів, мордви, марійців і удмуртів. У грузинів і вірмен збереглися національні алфавіти. Важливою тенденцією латинізації було створення писемності для безписемних раніше народів. Розроблялися алфавіти навіть для найнечисленніших етносів: іжорців, алеутів та ін. Кілька років велася розробка латинської абетки навіть для російської мови.
Проте вже в 1935 році починається нова кампанія — кампанія кирилізації. Ця кампанія збігається в часі з періодом найжорстокіших сталінських репресій 1930-х років. Кирилізація стосувалася насамперед тих мов, що якраз кілька років тому були переведені на латиницю. До 1941 року процес було в цілому завершено.
Кирилізацію в СРСР чимало дослідників розглядають в рамках загальної русифікації в СРСР, як один зі способів наближення неслов'янських мов принаймні до графіки російської мови. Водночас деякі нечисленні народи не одержали нового кириличного алфавіту, а випуск літератури цими мовами було припинено.
У кінці 1970-х років почалася нова кампанія створення писемностей для малочисельних народів СРСР. Майже всі нові алфавіти створювалися на базі кирилиці.
Після розпаду СРСР низка народів повернулася до латинського алфавіту: молдовани, азербайджанці, узбеки, каракалпаки, туркмени та ін.

## Індоєвропейські мови
| мова                         | арабський алфавіт             | латиниця                                                        | кирилиця                                                   | інші системи письма                                         |
| слов'янські мови             |                               |                                                                 |                                                            |                                                             |
| білоруська мова              | в XVI—поч.XX ст.,             | з XVI ст. (нині майже не використовується)                      | з XVI ст.                                                  |                                                             |
| російська мова               |                               |                                                                 | з IX—X ст.                                                 |                                                             |
| українська мова              |                               | обмежено в XVIII—XIX ст.                                        | з IX—X ст.                                                 |                                                             |
| балтійські мови              |                               |                                                                 |                                                            |                                                             |
| латиська мова                |                               | з XVI ст.                                                       |                                                            |                                                             |
| литовська мова               |                               | з 16 ст.                                                        | обмежено в 1864—1905                                       |                                                             |
| романські мови               |                               |                                                                 |                                                            |                                                             |
| молдавська мова              |                               | 1930-і; з 1989                                                  | до 1929; 1940—1989 (у Придністров'ї використовується досі) |                                                             |
| іранські мови                |                               |                                                                 |                                                            |                                                             |
| белуджська мова              |                               | 1930-і                                                          | з кінця 1980-х (обмежена)                                  |                                                             |
| єврейсько-таджицький діалект |                               | 1928-1938                                                       |                                                            | єврейське письмо до 1928                                    |
| курдська мова                | до 1921                       | 1928-1946; з початку 1990-х в Азербайджані; з 2000-х у Вірменії | з 1946; з 2000-х практично не використовується             | вірменський алфавіт у 1921—1928                             |
| осетинська мова              | вкрай рідко на початку 20 ст. | 1920-і — 1930-і                                                 | з кінця 18 ст. до 1920-х; з 1938                           | грузинський алфавіт у 1938—1954 (тільки в Південній Осетії) |
| таджицька мова               | до 1929                       | 1930-і                                                          | з 1940                                                     |                                                             |
| таліська мова                |                               | 1930-і; з початку 1990-х в Азербайджані                         | з 1980-х (обмежена)                                        |                                                             |
| татська мова                 |                               | 1930-і; з початку 1990-х в Азербайджані                         | з 1938                                                     | єврейське письмо до кінця 1920-х                            |
| шугнанська мова              |                               | 1930-і                                                          | з кінця 1980-х                                             |                                                             |
| ягнобська мова               |                               |                                                                 | з початку 1990-х                                           |                                                             |
| інші індоєвропейські мови    |                               |                                                                 |                                                            |                                                             |
| вірменська мова              |                               |                                                                 |                                                            | вірменський алфавіт з V ст.                                 |
| їдиш                         |                               |                                                                 |                                                            | єврейське письмо                                            |
| циганська мова               |                               |                                                                 | з 1927 (з кінця 1930-х практично не використовується)      |                                                             |

## Алтайські мови
| мова                      | арабський алфавіт                            | латиниця                  | кирилиця                                                       | інші системи письма                          |
| тюркські мови             |                                              |                           |                                                                |                                              |
| азербайджанська мова      | до кінця 1920-х                              | 1930-ті; з 1990-х         | 1939-1990-і. У Дагестані використовується досі                 |                                              |
| алтайська мова            |                                              | 1930-ті                   | кін. 19 ст. — 1920-ті; з кін. 1930-х                           |                                              |
| башкирська мова           | до кінця 1920-х                              | 1930-ті                   | обмежено в кін. 19 — поч. 20 ст.; з 1940                       |                                              |
| гагаузька мова            |                                              | із 1990-х                 | обмежено в поч. 20 ст.; 1957-1990-і                            |                                              |
| долганська мова           |                                              |                           | з 1970-х                                                       |                                              |
| казахська мова            | до кінця 1920-х                              | 1930-ті                   | обмежено в кін. 19 — поч. 20 ст.; з 1940                       |                                              |
| каракалпацька мова        | 1920-ті                                      | 1930-ті; з кінця 1990-х   | кін. 1930-х (з 1990-х використовується паралельно з латиницею) |                                              |
| карачаєво-балкарська мова | 1920-ті                                      | 1930-ті                   | з кін. 1930-х                                                  |                                              |
| киргизька мова            | до кінця 1920-х                              | 1930-ті                   | з 1940                                                         |                                              |
| кримськотатарська мова    | до кінця 1920-х                              | 1929-1938; з 1990-х       | з 1938 (з 1990-х використовується паралельно з латиницею)      | єврейське письмо (для караїмів та кримчаків) |
| кумандинська мова         |                                              | спроба 1930-х             | із 1990-х                                                      |                                              |
| кумицька мова             | до 1920-х                                    | 1930-ті                   | з 1938                                                         |                                              |
| ногайська мова            | до кінця 1920-х                              | 1930-ті                   | з кінця 1930-х                                                 |                                              |
| татарська мова            | до кінця 1920-х                              | 1930-ті, спроба 2000-ті   | з кінця 1930-х (кряшени використовують кирилицю з 19 ст.)      |                                              |
| телеутська мова           |                                              |                           | з 2000-х                                                       |                                              |
| тофаларська мова          |                                              |                           | з 1988                                                         |                                              |
| тувинська мова            |                                              | 1930-ті                   | з 1941                                                         |                                              |
| туркменська мова          | до кінця 1920-х                              | 1930-ті; з початку 1990-х | 1940-1990-і                                                    |                                              |
| узбецька мова             | до кінця 1920-х                              | 1930-ті; з 1990-х         | з 1940 (з 1990-х використовується паралельно з латиницею)      |                                              |
| уйгурська мова            | 1920-е (в Китаї використовується до цих пір) | 1930-ті — 1940-і          | з 1946                                                         |                                              |
| хакаська мова             |                                              | 1930-ті                   | 1920-ті; з кін. 1930-х                                         |                                              |
| чуваська мова             |                                              |                           | з кінця 18 ст.                                                 |                                              |
| шорська мова              |                                              | 1930-ті                   | кін. 19 ст. — 1920-ті; з кін. 1930-х                           |                                              |
| якутська мова             |                                              | 1917 — кін. 1930-х        | 19 — поч. 20 ст.; з кін. 1930-х                                |                                              |
| монгольські мови          |                                              |                           |                                                                |                                              |
| бурятська мова            |                                              | 1930-ті                   | обмежено в кін. 19 ст.; з кін. 1930-х                          | монгольське письмо до кін. 1920-х            |
| калмицька мова            |                                              | 1930-ті                   | 1920-ті; з кін. 1930-х                                         | монгольське письмо до поч. 1920-х            |
| тунгусо-маньчжурські мови |                                              |                           |                                                                |                                              |
| нанайська мова            |                                              | 1930-ті                   | спроби кін. 19 — поч. 20 ст.; з 1937                           |                                              |
| негидальська мова         |                                              |                           | з 2009                                                         |                                              |
| орокська мова             |                                              |                           | з 2008                                                         |                                              |
| ороцька мова              |                                              |                           | з поч. 2000-х                                                  |                                              |
| удегейська мова           |                                              | 1930-ті                   | з 1937                                                         |                                              |
| ульцька мова              |                                              |                           | із 1990-х                                                      |                                              |
| евенкійська мова          |                                              | 1930-ті                   | спроби кін. 19 ст.; з 1937                                     |                                              |

## Кавказькі мови
| мова                      | арабський алфавіт                | латиниця                                | кирилиця                                 | інші системи письма             |
| картвельскі мови          |                                  |                                         |                                          |                                 |
| грузинська мова           |                                  |                                         |                                          | грузинський алфавіт             |
| лазська мова              |                                  | 1920-ті — 1930-ті                       |                                          | зараз грузинський алфавіт       |
| мінгрельська мова         |                                  |                                         |                                          | грузинський алфавіт             |
| абхазько-адигські мови    |                                  |                                         |                                          |                                 |
| абазинська мова           | спроби сер. 19 ст.               | 1930-ті                                 | з 1938                                   |                                 |
| абхазька мова             |                                  | 1926-1938                               | 1862-1926; з 1954                        | грузинський алфавіт у 1938—1954 |
| адигейська мова           | 1920-ті                          | 1930-ті                                 | з кін. 1930-х                            |                                 |
| кабардино-черкеська мова  | обмежено в кін. 19 — поч. 20 ст. | поч. 1920-х — 1936                      | обмежено в 19 ст.; з 1936                |                                 |
| нахсько-дагестанські мови |                                  |                                         |                                          |                                 |
| аварська мова             | до кінця 1920-х                  | 1930-ті                                 | обмежено в кін. 19 — поч. 20 ст.; з 1938 |                                 |
| агульська мова            |                                  |                                         | з поч. 1990-х                            |                                 |
| арчинська мова            |                                  |                                         | з сер. 2000-х                            |                                 |
| ахвахська мова            |                                  |                                         | з кін. 2000-х                            |                                 |
| даргінська мова           | до кінця 1920-х                  | 1930-ті                                 | обмежено в кін. 19 — поч. 20 ст.; з 1938 |                                 |
| інгушська мова            | до поч. 1920-х                   | 1920-ті — 1930-ті                       | з 1938                                   |                                 |
| каратинська мова          |                                  |                                         | обмежено з 1998                          |                                 |
| лакська мова              | до кінця 1920-х                  | 1930-ті                                 | з 1938                                   |                                 |
| лезгінська мова           | до кінця 1920-х                  | 1930-ті                                 | обмежено в кін. 19 — поч. 20 ст.; з 1938 |                                 |
| рутульска мова            |                                  |                                         | з поч. 1990-х                            |                                 |
| табасаранська мова        |                                  | 1930-ті                                 | з 1938                                   |                                 |
| удінська мова             |                                  | 1930-ті; з сер. 1990-х                  | спроби 1990-х                            |                                 |
| цахурська мова            |                                  | 1930-ті; з сер. 1990-х (в Азербайджані) | з поч. 1990-х (в Росії)                  |                                 |
| цезська мова              |                                  |                                         | спроби з поч. 1990-х                     |                                 |
| хіналузька мова           |                                  | з сер. 2000-х                           | спроби поч. 1990-х                       |                                 |
| чеченська мова            | до 1920-х                        | 1920-ті — 1930-ті; спроби в 1990-х      | обмежено в кін. 19 — поч. 20 ст.; з 1938 |                                 |

## Уральські мови
| мова                | арабський алфавіт | латиниця               | кирилиця                                     | інші системи письма                                               |
| фіно-угорські мови  |                   |                        |                                              |                                                                   |
| вепська мова        |                   | 1930-ті; з кін. 1980-х | спроби поч. 1990-х та 2010-х                 |                                                                   |
| іжорська мова       |                   | 1930-ті                |                                              |                                                                   |
| карельська мова     |                   | 1930-ті; з кін. 1980-х | 19 ст. — поч. 20 ст.; 1937—1940              |                                                                   |
| саамська мова       |                   | 1930-ті                | спроби кін. 19 — поч. 20 ст.; 1937; з 1980-х |                                                                   |
| комі мова           |                   | 1930-1938              | 19 ст. — 1930; з 1938                        | анбур у 14-16 ст.                                                 |
| комі-пермяцька мова |                   | 1930-1938              | кін. 19 ст. — 1930; з 1938                   |                                                                   |
| коміязьвінська мова |                   |                        | з 2003                                       |                                                                   |
| мансійська мова     |                   | 1930-ті                | спроби кін. 19 — поч. 20 ст.; з 1937         |                                                                   |
| марійська мова      |                   |                        | з кін. 18 ст.                                | тісте (тамга) (ці знаки паралельно вживалися до 1930-х років)     |
| мокшанська мова     |                   | спроби поч. 1930-х     | з кін. 18 ст.                                |                                                                   |
| удмуртська мова     |                   | спроби поч. 1930-х     | з кін. 18 ст.                                |                                                                   |
| хантська мова       |                   | 1930-ті                | спроби кін. 19 — поч. 20 ст.; з 1937         |                                                                   |
| ерзянська мова      |                   | спроби поч. 1930-х     | з кін. 18 ст.                                |                                                                   |
| естонська мова      |                   | з 16 ст.               |                                              |                                                                   |
| самодійські мови    |                   |                        |                                              |                                                                   |
| нганасанська мова   |                   |                        | з 1990-х                                     |                                                                   |
| ненецька мова       |                   | 1930-ті                | з 1937                                       |                                                                   |
| селькупська мова    |                   | 1930-ті                | з 1937                                       |                                                                   |
| енецька мова        |                   |                        | з 1990-х                                     |                                                                   |
| юкагірські мови     |                   |                        | з 1980-х                                     | юкагірська писемність (ідеографічна, вперше досліджена в XIX ст.) |

## Палеоазійські мови
| мова                      | арабський алфавіт | латиниця      | кирилиця                        | інші системи письма |
| чукотсько-камчатські мови |                   |               |                                 |                     |
| ад'юторська мова          |                   |               | з 2000-х                        |                     |
| ітельменська мова         |                   | 1930-ті       | з 1980-х                        |                     |
| коряцька мова             |                   | 1930-ті       | з 1937                          |                     |
| чукотська мова            |                   | 1930-ті       | з 1937                          | письмо Теневіля     |
| ескімосо-алеутські мови   |                   |               |                                 |                     |
| алеутська мова            |                   | спроби 1930-х | 19 — поч. 20 ст.; спроби 1990-х |                     |
| ескімоська мова           |                   | 1930-ті       | спроби 19 — нач. 20 ст.; з 1937 |                     |
| інші палеоазійські мови   |                   |               |                                 |                     |
| кетська мова              |                   | 1930-ті       | з 1980-х                        |                     |
| нівхська мова             |                   | 1930-ті       | з 1937                          |                     |
| юкагірська мова           |                   |               | з кін. 1980-х                   |                     |

## Інші мови
| мова            | арабський алфавіт | латиниця      | кирилиця | інші системи письма |  |
|                 |                   |               |          |                     |  |
| асирійська мова |                   | 1930-ті       | 1920-ті  | сирійське письмо    |  |
| дунганська мова | 1920-ті           | 1928-1952     | з 1952   |                     |  |
| корейська мова  |                   | спроби 1930-х |          | хангиль             |  |